# Jarząbkowo
Jarząbkowo – wieś w Polsce położona w województwie wielkopolskim, w powiecie gnieźnieńskim, w gminie Niechanowo.
W latach 1954–1961 wieś należała i była siedzibą władz gromady Jarząbkowo, po jej zniesieniu w gromadzie Żydowo. W latach 1975–1998 miejscowość administracyjnie należała do województwa poznańskiego. 
Znajduje się tu zabytkowy neogotycki kościół św. Marcina z 1840, przebudowany w latach 1877-1882. Dzieje parafii sięgają XII wieku. W kościele znajduje się XIII-wieczny obraz Matki Bożej Śnieżnej.
W Jarząbkowie urodził się Teofil Bojanowski (1889–1940), major saperów Wojska Polskiego, kawaler Virtuti Militari.